# يوأنس الثامن عشر (بابا الإسكندرية)
يوأنس الثامن عشر بابا الإسكندرية وبطريرك الكنيسة القبطية رقم 107 (23October 1769 – 7 June 1796).
وُلد في بلدة طما من أعمال مديرية جرجا. اشتاق إلى الحياة الرهبانية فالتحق بدير القديس أنبا أنطونيوس ودعي باسم الراهب يوسف الأنطوني. ولما رقد سلفه مرقس السابع البطريرك 106 اختير بطريركًا وكانت سيامته بالإجماع بعد ستة أشهر تقريبًا من موت مرقس السابع تمت السيامة في صباح الأحد، 15، 1486 بابه, 23 تشرين الأول / أكتوبر 1769 م.
عاصر الولاة العثمانيون ونمو المذاهب والطرق الصوفية.
في أيامه حدثت مواقف كثيرة مؤسفة ومظالم للكنيسة وللأقباط، منها تحريم ركوب الخيل عليهم وتحريمهم استخدام المسلمين في خدمتهم. للاضطهاد الاقباط العثمانية من الحكام تمت زيادة المبالغ غير المسبوق، والذين لا يمكن دفعها إلى اعتناق الإسلام وقام قائد الجيش العثمانية المرابطة في مصر ضبط الخزانة البطريركيه وصادروا جميع أمواله.وتواري البابا يوحنا الثامن عشر عن الأنظار لبعض الوقت.
وخلال توليه البابويه، حاول البابا بيوس السادس بابا روما اجتذاب الكنائس الشرقية للكاثوليكيه أرسل مبعوثا إلى البابا يوحنا الثامن عشر الإسكندرية يطالبه باتحاد الكنيسة القبطية مع الكنيسة الكاثوليكية.
قام العالم الشهير يوسف بن اللأبح، مطران جرجا بالرد على الرسالة يفند مزاعمها والدفاع عن العقيدة.
ظل يحفظ الكنيسة من المتاعب الداخلية، ممثلة في هجمات الغوغاء والرعاع على الكنائس والأديرة، والتعب الخارجي ممثلاً في كنيسة روما، والأسقف الروماني المُرسل إلى مصر، حتى مات سنة 1797م، بعد ما يزيد على الربع قرن لمدة 26 سنة و 7 أشهر و 16 يوما، ودفن في مقابر البطاركة في مصر القديمة.
العرش البابوي شاغرا بعد رحيله لفترة 3 أشهر و 26 يوما.